# Step Lively
Step Lively ist eine US-amerikanische Filmkomödie von Tim Whelan aus dem Jahr 1944 mit dem jungen Frank Sinatra in einer seiner frühen Kinorollen. Der Film ist ein Remake der Marx-Brothers-Produktion Room Service aus dem Jahre 1938 und basiert auf dem gleichnamigen Theaterstück (1937) von John Murray und Allen Boretz.

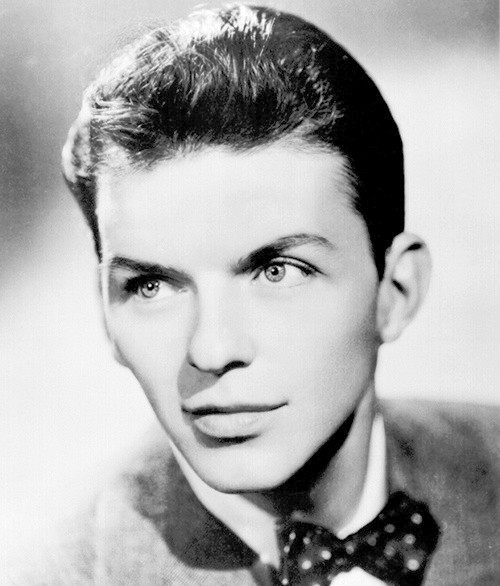
Der junge Frank Sinatra (um 1943)

## Handlung
Der Bühnenimpresario Gordon Miller ist weitgehend pleite. Er hat seine gesamte Besetzung von 22 Leuten in einem New Yorker Hotel untergebracht, das von seinem Schwager Joe Gribble als Manager geleitet wird. Als Gribble ihm mitteilt, dass Mr. Wagner, der Direktor des Hotels, all die bislang unbezahlten Rechnungen der Truppe aufgespürt hat, versichert Gordon Gribble, dass er einen Finanzier für seine Show gefunden habe. Gordons finanzielle Nöte werden noch sehr viel größer, als der Bühnenautor Glenn Russell ankommt und droht, seinen Onkel, einen Richter, anzurufen, sollte Miller ihm, Russell, nicht endlich diejenigen 1500 Dollar zahlen, die Gordon für die Aufführung seines neuen Stücks zugesagt hatte. Um Glenn zu beruhigen, lässt Gordon ihn im Hotel einchecken und tut so, als wäre man mit Russells Stück längst bei den Proben. Morgen, so Gordon, könne er ja gern einer Probenaufführung beiwohnen. Am selbigen Abend nimmt Gordon Glenn mit in einen Nachtclub, wo Millers Showstar Christine Marlowe als Sängerin auftritt. Als Christine den Autor auf die Bühne bittet, um mitzusingen, dreht das weibliche Publikum beinah durch vor Begeisterung. Gordon, der glaubt, dass man aus Russells Talent Nutzen ziehen könnte, bittet Christine darum, Russell zu becircen, dass er an der Vorstellung des Russell-Stücks auch als Interpret teilnimmt.
Am nächsten Morgen erlebt Simon Jenkins, Gordons Finanzier, eine furchtbare Darbietung von Glenns Show und will gerade seine Unterstützung zurückzuziehen, als seine Begleitung, Miss Abbott, Glenn singen hört und darauf besteht, in die Show zu investieren. Daraufhin wird Jenkins hellhörig und bietet nun Gordon 50.000 Dollar an, um dessen Musikrevue zu produzieren. Jenkins erklärt, er vertrete die wohlhabenden Mäzenin von Miss Abbott. Jene Dame wolle die gesamte Show kurzerhand kaufen, um damit Miss Abbott groß herausbringen zu können. Ehe das Geschäft in trockenen Tüchern ist, verlangt der ungeduldige Hoteldirektor Wagner, Gordon solle nun endlich die Hotelrechnung für seine Truppe begleichen. Um den Mann hinzuhalten, behauptet Gordon, dass Glenn Russell krank geworden sei und sich derzeit nicht bewegen könne. Wagner ist misstrauisch und beauftragt einen Arzt, sich den angeblichen Patienten mal näher anzuschauen. Zu allem Unglück taucht just in diesem Moment auch noch Finanzier Jenkins an der Hotelzimmertür auf, in der Hand einen Scheck, den ein potenter Millionär für die Show unterzeichnet hat. Da der Arzt nichts von dem ganzen Schwindel mitbekommen soll, sperrt Gordon ihn kurzerhand auf dem Balkon aus. Jenkins überreicht Gordon den Scheck, da betritt nun ausgerechnet auch noch der Hoteldirektor die Suite und droht, die Polizei zu rufen, sollte Gordon mit seinen Theaterleuten nicht sofort das Anwesen verlassen. Wagners Drohung lässt nun auch Jenkins in Panik geraten, der augenblicklich versucht, sich aus dem Staub zu machen.
Daraufhin verfolgen Wagner, sein Manager Gribble und Gordon Jenkins und zwingen diesen, den Scheck endlich zu unterschreiben. Wagner verlässt daraufhin mit dem gegengezeichneten Scheck das Hotelzimmer. Christine erscheint mit der Hiobsbotschaft, dass Jenkins plane, den Scheck schnellstmöglich annullieren lassen. Da der Scheck auf eine Konto bei einer kalifornischen Bank ausgestellt ist, nimmt Gordon an, dass ihm noch fünf Tage Zeit bleiben, bis diese Bank den Scheck sperren kann. Zeit genug, so glaubt Gordon, die Show in nur drei Tagen vorführreif auf die Beine zu stellen. Um Glenn, der ja im Stück mitsingen soll, bis dahin bei Laune zu halten, bittet Gordon Christine, ihn vorübergehend heftig anzuflirten. Glenn bemerkt aber bald, dass ein doppeltes Spiel mit ihm getrieben wird, verlässt die Bühne und kehrt nach Illinois zurück. Christine hingegen muss feststellen, dass ihr Glenn in der kurzen Zeit mehr bedeutet, als sie bislang angenommen hatte. Gordon braucht Glenn unbedingt für seine Show, die nur mit ihm ein Erfolg werden kann, und so kabelt er dem singenden Autor kurzerhand nach Illinois, dass er doch bitte zurückkommen möge, denn Christine habe sich in ihn verliebt.
Am Abend der feierlichen Premiere entdecken Direktor Wagner und sein Manager Gribble, dass der Scheck geplatzt ist, woraufhin Wagner Gordon mit dem Gefängnis droht. In diesem Moment kommt Glenn aus Illinois an und lenkt Wagner ab, indem er einen Selbstmordversuch vortäuscht. Gordon kommt hinzu und versucht gleichfalls, Wagner hinzuhalten, nachdem er seine Leute dahingehend instruiert hat, mit der Show schon mal anzufangen. Die Aufführung beginnt, und die Zeit schreitet voran. Dann endlich kommt der Moment, in dem alle auf Glenns Auftritt warten. Gordon sperrt kurzerhand Direktor Wagner in einen Wandschrank ein und scheucht Glenn auf die Bühne. Es dauert eine Weile, bis sich Wagner aus der misslichen Lage befreit hat, und zur Aufführung eilt. Das Publikum applaudiert frenetisch, die Damen in den Rängen und auf den Sitzen toben. Wagner wird klar, dass die Aufführung ein Triumph ist und er damit sicher bald sein Geld erhalten wird. Und Gordon hat endlich mal wieder einen echten Hit.

## Produktionsnotizen
Step Lively wurde von Februar bis Ende März 1944 unter dem Titel Manhattan Serenade gedreht und am 26. Juli 1944 uraufgeführt. In Deutschland wurde der Film nie gezeigt.
Für die Filmbauten von Albert S. D’Agostino und Carroll Clark sowie die Ausstattung von Darrell Silvera und Claude E. Carpenter gab es eine Oscar-Nominierung.
Constantin Bakaleinikoff übernahm die musikalische Leitung, Edward Stevenson entwarf die Kostüme. Ernst und Maria Matray waren für die Choreographie zuständig. Vernon L. Walker gestaltete die Spezialeffekte.

## Kritiken
Bosley Crowther befand in der New York Times: „Frankie kann seine Songs dahingurgeln und die allgemeine Aufmerksamkeit auf sich ziehen, während die anderen die meiste Arbeit machen. Als Konsequenz ist ‚Step Lively‘ eine durchaus lohnende kleine Show, sei es für diejenigen, die bloßes Vergnügen wollen, oder sei es für diejenigen, die ‚The Voice‘ erliegen wollen. Die verrückten Verwechslungen von ‚Room Service‘, mit denen die Marx Brothers vor sechs Jahren ihre Späße machten … wurden ausreichend bewahrt, um einen Überfluss an Humor entlang der Linie zur Farce zu gewährleisten. Und Frankie stöhnt genug Musik heraus, um seine Teenager-Fans in Wallung zu bringen. George Murphy bringt sich ins Schwitzen und sorgt für den größten Teil des Spaßes in der Rolle des miserablen Produzenten (…) Walter Slezak, Adolphe Menjou und andere unterstützen sein Delirium auf angenehme Weise. In der Tat kommt ihre Darstellung der rassigen und malerischen Farce dem Original näher als es die Balgerei der Marx-Brothers tat.“

„Ausgesprochen hektisch, mit scharfen Dialogen, komischem Beitrag von Slezak als Hotelmanager. Wenn Sie blinzeln, könnten Sie die (brünette) Dorothy Malone verpassen, die eine Telefonistin in der Lobby spielt.“

Halliwell’s Film Guide fand, der Film sei „ein schillerndes Remake von Room Service, alles sehr effizient wenn auch einfältig.“